# Peter Stern (Politiker)
Peter Stern (* 25. Mai 1852 in Köln; † 14. Februar 1929 in Bad Godesberg) war ein deutscher Kommunalpolitiker und Bürgermeister der Stadt Viersen.

## Ausbildung
Peter Stern bestand 1871 sein Abitur auf dem Friedrich-Wilhelm-Gymnasium zu Köln und absolvierte 1871/72 seine Militärpflicht bei einem Rheinischen Feldartillerie-Regiment. Im Anschluss daran begann er eine Verwaltungsfachausbildung bei der Regierung in Köln. Dort begann er am 16. Juni 1874 seinen Dienst als Zivil-Supernumerar. 1882 wurde er zum Bürgermeister von Hennef a. d. Sieg ernannt. In dieser Position bewarb er sich um das Bürgermeisteramt in Viersen, wo er 1885 seine Tätigkeit begann. Nach seiner ersten Amtszeit wurde er 1896 wegen seiner Erfolge von allen 23 Stadtverordneten als erster Viersener Bürgermeister bestätigt.

## Tätigkeit und Verdienste
Damals befand sich die Stadt Viersen in einer schwierigen finanziellen Situation. Waren in der vorherrschenden Textilindustrie im Jahr 1880 noch 3386 Handwebstühle in Betrieb, reduzierte sich deren Zahl bis 1893 auf 465. Stern initiierte eine öffentliche Sozialversorgung, indem er versuchte, die Not durch die Erhebung von Notstandsgeld und durch die Errichtung einer Suppenanstalt zu lindern. Durch den Aufstieg der Firma Kaisers Kaffee-Geschäft mit Stammsitz in Viersen und den allgemeinen wirtschaftlichen Aufschwung konnten in seiner Amtszeit später zahlreiche Projekte verwirklicht werden:
- 1890 Wasserwerk
- 1886 Kanalisation
- 1887 Schlachthof
- 1900 Gymnasium
- 1903 Neubau des Krankenhauses
- 1905 Elektrizitätswerk
- 1906 Straßenbahn und Badeanstalt
- 1907 Lyzeum
- 1913/14 Festhalle Viersen.

Gegen Ende des Ersten Weltkriegs bildete sich im November 1918
in Viersen ein Arbeiter- und Soldatenrat. Stern verzichtete angesichts der allgemeinen Entwicklung auf aussichtslosen Widerstand und kooperierte mit dem 30-köpfigen Arbeiter- und Soldatenrat. In der nachfolgenden Zeit der belgischen Besatzung musste die Stadt sich den Anordnungen der Ortskommandantur fügen. In seinen letzten Dienstjahren trug er schwer an der Verantwortung und Last der Kriegswirtschaft. 1919 gab Stern nach 34-jähriger Tätigkeit aus gesundheitlichen Gründen sein Amt auf und ging in den Ruhestand.
Peter Stern war seit 1893 verheiratet und hatte zwei Söhne und eine Tochter. Er starb nach kurzer Krankheit 1929 in Bad Godesberg.

## Kritik an seiner Amtsführung
Es gab, trotz aller Anerkennung seiner Tätigkeit, aber auch Kritik an seiner Amtsführung, die, als 1908 seine Wiederwahl anstand, acht Mitglieder des Zentrum veranlasste, den Sitzungssaal zu verlassen, während ihn die verbliebenen 16 Stadtverordneten einstimmig in seinem Amt für weitere zwölf Jahre bestätigten. In einer Rückschau verschwieg die Viersener Zeitung vom 28. Juni 1919 neben lobenden Äußerungen über seine Amtszeit auch seine negativen Seiten nicht, so z. B. dass er gegen andere, vielleicht bessere Meinungen taub blieb und seinen Willen durchzusetzen wußte [...] daß er neuzeitigen Gedanken in seiner Politik wenig Platz gab, daß er in Bezug auf die soziale Frage, auf die Bedürfnisse des Verkehrs, auf eine gesunde Gestaltung der Bodenpolitik vielfach versagt und daß er keinen befruchtenden Einfluß auf eine künstlerische Gestaltung des Baubildes der Stadt gehabt hat.

## Auszeichnungen
- 1897 Roter-Adler-Orden
- 1913 Oberbürgermeister (Ehren-Auszeichnung, die zu dieser Zeit nur wenige Bürgermeister nicht kreisfreier Städte erhielten)

Während des Ersten Weltkriegs wurden ihm verliehen:
- Verdienstkreuz für Kriegshilfe
- Eisernes Kreuz (1914) II. Klasse
- Österreichisches Kriegskreuz für Zivildienste II. Klasse

- 1931 Viersener Straßenname: Peter-Stern-Allee